# Дружная-1
Дружная-1 (первоначально Дружная) — советская сезонная антарктическая база, находившаяся на леднике Фильхнера, на побережье моря Уэдделла.

## Общая информация
Станция «Дружная» была основана в конце декабря 1975 года. В ходе поисков места для этой базы проводились исследования на шельфовых ледниках Фильхнера и Ронне и прилегающим к ним горах. «Дружная» расположилась в леднике Фильхнера, в 1,5 км от края шельфового ледника. Как правило, станция работала только в летний сезон, а на зиму её консервировали и оставляли до следующего лета.
На побережье был оборудован причал для транспортных судов, доставлявших на станцию всё необходимое. На территории станции находились 16 жилых домиков, а также баня, электростанция, радиостанция, кают-компания, склад и прочие помещения.
В период проведения 24 САЭ именно на этой станции базировались советские учёные под началом геологов Короткевича, Артемьева и Седова. Учёные провели геолого-геофизические и геодезические исследования ледников Фильхнера и Ронне. Была проведена геологическая съёмка хребта Нептьюн. На возвышенности Беркнер проводились авиадесантная геофизическая съемка и радиолокационное зондирование ледникового покрова.
Переименована в Дружная-1 после того, как в 1982 году была создана база Дружная-2.
В летний сезон на базе находилось более 150 человек. На зимний период её консервировали и оставляли до следующего сезона.
В июне 1986 года часть ледника, на котором находилась «Дружная», откололась и была унесена в океан. Вскоре в Антарктиду была послана спасательная экспедиция. Станция была обнаружена в феврале следующего года, погребённая под снегами. Айсберг
A23a был обнаружен в море кораблëм «Капитан Кондратьев». Оборудование станции и сборные конструкции были доставлены по воздуху на построенную  в 1987 году недалеко от мыса Норвегия советскую станцию Дружная-3.